# Varnæs
Varnæs – miasto w Danii, w regionie Dania Południowa, w gminie Aabenraa.